# Mon ex, mon coloc et moi
Mon ex, mon coloc et moi (Cursed puis The Weber Show) est une série télévisée américaine en 17 épisodes de 26 minutes, créée par Mitchell Katlin et Nat Bernstein et diffusée entre le 26 octobre 2000 et le 28 août 2001 sur le réseau NBC.
En France, la série a été diffusée à partir du 10 janvier 2001 sur Série Club.

## Distribution
- Steven Weber (VF : Michel Dodane) : Jack Nagle
- Amy Pietz (VF : Virginie Méry) : Melissa Taylor
- Chris Elliott (VF : Nicolas Marié) : Larry Hackman
- Wendell Pierce (VF : Med Hondo) : Wendell Simms
- Paula Marshall (VF : Danièle Douet) : Katie

## Épisodes
1. Titre français inconnu (Pilot)
2. Titre français inconnu (…And Then They Got a Pretzel)
3. Titre français inconnu (…And Then She Gave Him the Bird)
4. Titre français inconnu (…And Then He Had to Give a Thumbs Up)
5. Titre français inconnu (…And Then He Looked at Wendell's Thing)
6. Titre français inconnu (…And Then Larry Brought Charlton Heston Home)
7. Titre français inconnu (…And Then Wendell Wore Candy Stripes)
8. Titre français inconnu (…And Then They Got a Motorcycle with a Sidecar)
9. Titre français inconnu (…And Then Jack Found Out)
10. Titre français inconnu (…And Then Jack Forgot His Dream)
11. Titre français inconnu (…And Then They Tried to Make Some Rules)
12. Titre français inconnu (…And Then the Sex Freaked Jack Out)
13. Titre français inconnu (…And Then Jack Became the Voice of the Cougars)
14. Titre français inconnu (…And Then Jack Had Two Dates)
15. Titre français inconnu (…And Then Everything Changed)
16. Titre français inconnu (…And Then He Got a Rash)
17. Titre français inconnu (Dog Eat Dog)